# Dolichovespula carolina
Dolichovespula carolina är en getingart som först beskrevs av Carl von Linné 1767.  Dolichovespula carolina ingår i släktet långkindade getingar, och familjen getingar. Inga underarter finns listade i Catalogue of Life.